# Instituto Vinogradov de la Lengua Rusa
El Instituto Vinográdov de la Lengua Rusa (en ruso: Институт русского языка имени В. В. Виноградова, sigla РАН) es una organización académica y científica rusa con sede en Moscú, 18/2 calle Voljonka. Depende de la Academia de Ciencias de Rusia y es el órgano oficial de regulación de la lengua rusa, como lo era antaño la Academia Imperial Rusa, fundada en el siglo XVIII. En el ámbito del español, esta función es desempeñada por la Asociación de Academias de la Lengua Española (ASALE).

## Historia
El instituto fue fundado en 1944 y lleva el nombre de Víktor Vinográdov (1895-1969), académico, filósofo y lingüista. Su objetivo es el de proteger y enriquecer la lengua rusa, mejorar el conocimiento de la lengua, en particular los cambios e innovaciones del discurso oral, codificar y normalizar las reglas y prácticas de la lengua rusa, a través de diccionarios, léxicos, gramáticas, glosarios, libros de referencia a propósito de la cultura del discurso, etc.

## Programas del instituto
- El instituto pone énfasis en crear un corpus nacional de la lengua rusa a través de un sistema electrónico, una web que sea la mayor base de referencia y la mayor base de información sobre la lengua rusa.
- El instituto edita una revista internacional La Lengua rusa a la luz de la ciencia, fundada para coordinar las investigaciones con relación a la lengua rusa contemporánea.
- El instituto edita un anuario o informe de la lengua rusa, que es consultable por las personas privadas y las organizaciones para el uso correcto de la lengua rusa.
- El instituto edita igualmente una revista científica de divulgación titulada El Discurso ruso, así como de los libros y manuales de divulgación científica, de diccionarios y de enciclopedias.